# Putzhobel

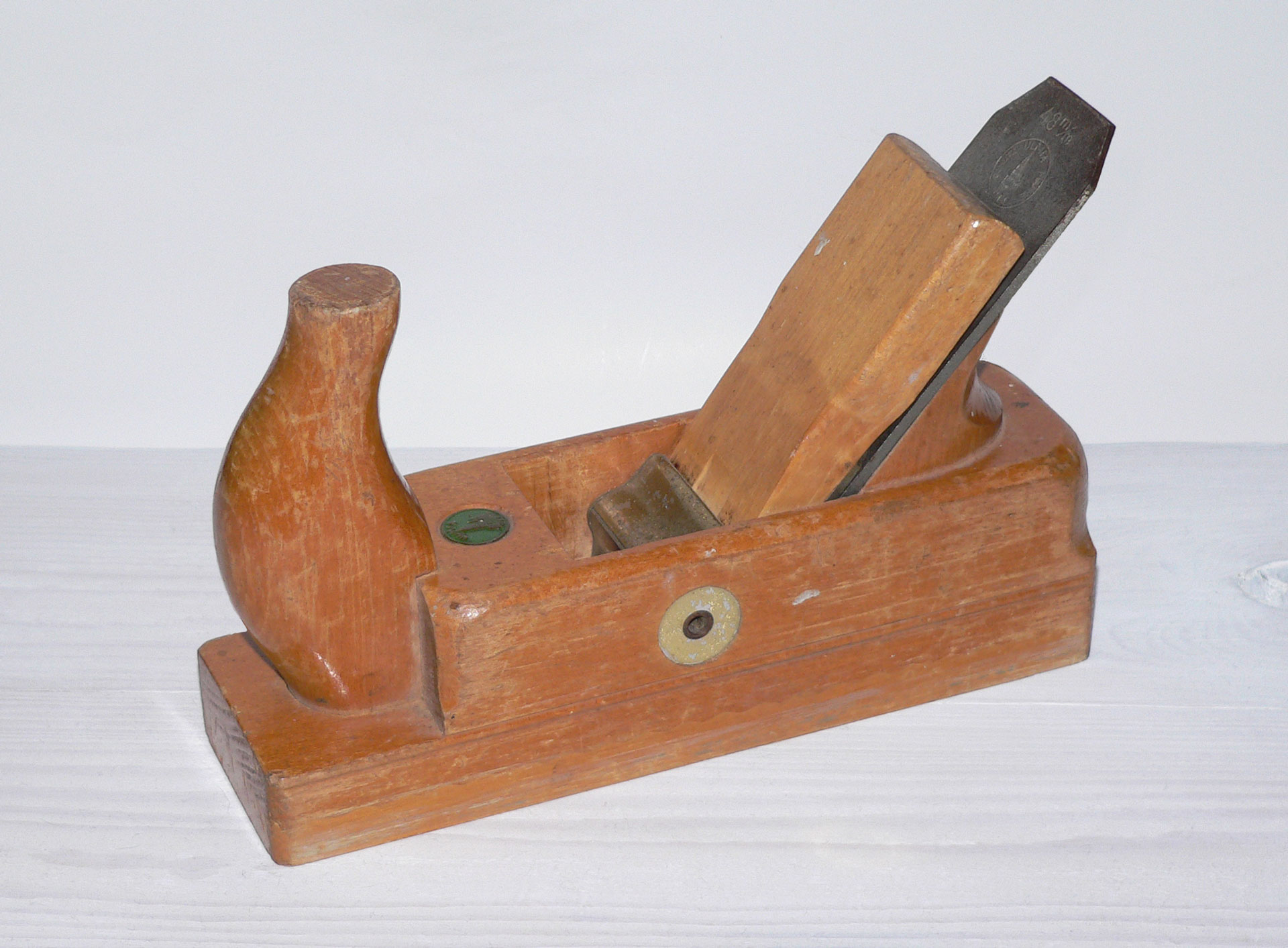
Putzhobel

Der Putzhobel ist ein Handhobel zur spanenden Bearbeitung von Werkstücken aus Holz. Mit ihm werden die Oberflächen von Werkstücken abschließend geputzt und versäubert.

## Aufbau
Beim einfachen Putzhobel besteht der Hobelkörper wie bei den meisten Hobeln aus Rotbuche mit einer Hobelsohle aus Hainbuche, er ist mit 220 Millimetern Länge jedoch kürzer (DIN 7220). Das Hobeleisen ist mit einer Klappe zum zusätzlichen Spanbrechen versehenen und steht in einem Schnittwinkel von 48 bis 50 Grad steiler als bei anderen Hobeln. Dadurch wird das Einreißen des Holzes vermindert und eine sauberere Oberfläche erzeugt.

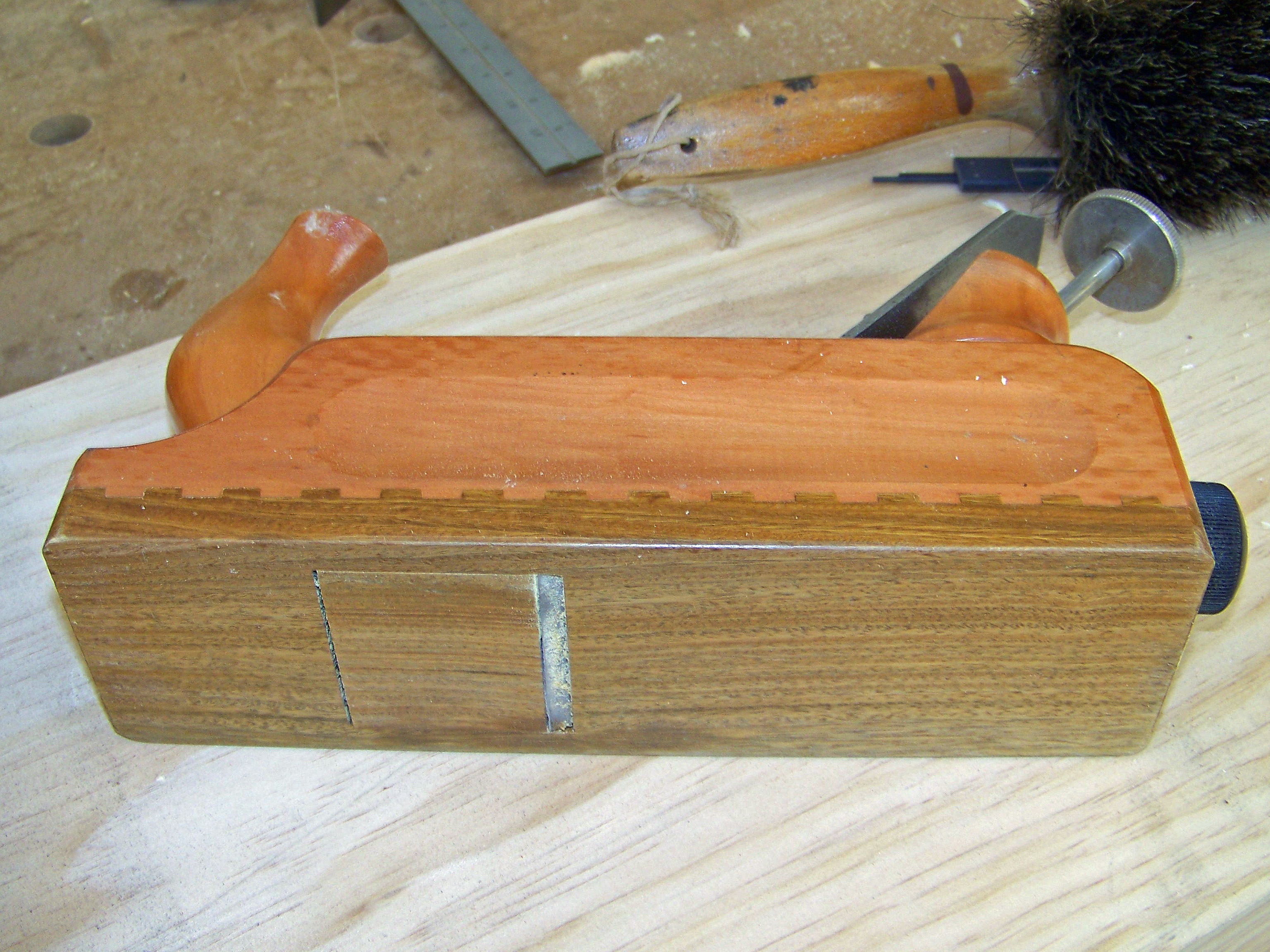
Reformputzhobel mit Pockholzsohle und verstellbarem Hobelmaul

Der Reformputzhobel bietet mit dem verstellbaren Hobelmaul eine Anpassung an das zu bearbeitende Werkstück und die gewünschte Oberflächengüte. Zusätzlich wird das Einstellen des Hobeleisens durch Spann- und Einstellschrauben erleichtert. Als bessere Ausführung des Putzhobels ist der Hobelkörper oft aus Birnbaum, die Sohle aus dem härteren Pockholz.

## Gebrauch
Der Putzhobel wird fast ausschließlich zum Erzeugen von sauberen Oberflächen bei Massivholz und furnierten Werkstücken eingesetzt, oft muss nicht oder kaum noch durch Schleifen nachgearbeitet werden. Mit dem Putzhobel erfolgt keine Form- oder Maßänderung am Werkstück mehr.